# ديفيد هيدلي
ديفيد كولمان هيدلي (بالإنجليزية: David Headley) أو داود سيد جيلاني (30 يونيو 1960 - ) هو أمريكي من أصل باكستاني، وأحد مخططي هجمات مومباي عام 2008، وهو معتقل حاليًا في الولايات المتحدة.
عمل ديفيد كجاسوس مع إدارة مكافحة المخدرات الأمريكية في باكستان، بينما تعتقد السلطات الأمريكية حاليًا، أنها خُدعت، وأن هيدلي التقى بعناصر جماعة لشكر طيبة في باكستان، واستغل عمله وقام بخمسة مهام تجسس في مومباي لاستطلاع أهداف الهجمات الحيوية، وساعد جماعة لشكر طيبة في التخطيط لهجمات مومباي عام 2008، وقام بمهمة مماثلة في كوبنهاغن للمساعدة في التخطيط لهجوم ضد الصحيفة الدنماركية يولاندس بوستن التي نشرت رسومًا مسيئة للنبي محمد. قُبِضَ عليه في مطار أوهير الدولي في شيكاغو بينما كان في طريقه إلى باكستان في أكتوبر 2009.
طالبت السلطات الهندية الولايات المتحدة بتسليم ديفيد لها، ولكن رفضت السلطات الأمريكية، ولكن تعاونت الولايات المتحدة مع السلطات الهندية وأعطتها المعلومات عن رفاقه. في 24 يناير 2013 أصدرت محكمة اتحادية أمريكية حكمًا على هيدلي بالسجن لمدة 35 عامًا لدوره في هجمات مومباي.